# راهبرد هسته‌ای
راهبرد هسته‌ای شامل توسعه آموزه‌ها و راهبردهایی برای تولید و استفاده از سلاح‌های هسته‌ای می‌باشد.
راهبرد هسته‌ای به عنوان زیرشاخه ایی از راهبرد نظامی در تلاش است تا از جنگ‌افزارهای هسته‌ای به عنوان ابزاری برای نیل به اهداف سیاسی استفاده کند. علاوه بر استفاده واقعی از سلاح‌های هسته‌ای چه به صورت تاکتیکی در میدان نبرد و چه به صورت راهبردی، بخش بزرگی از استراتژی هسته‌ای شامل استفاده از این سلاح‌ها به عنوان ابزار چانه زنی می‌شود.
برخی از موضوعات در نظر گرفته شده در استراتژی هسته ای عبارتند از:
- در چه شرایطی توسعه سلاح‌های هسته‌ای منافع یک کشور را تأمین می‌کند؟
- چه نوع تسلیحات هسته ای باید توسعه یابد؟
- در چه زمان و چگونه باید از چنین سلاح‌هایی استفاده کرد؟

بسیاری از استراتژیست‌ها معتقدند که استراتژی هسته ای با سایر انواع استراتژی نظامی متفاوت است. قدرت عظیم و وحشتناک چنین سلاح‌هایی، استفاده از آنها را در دستیابی به پیروزی به معنای مرسوم نظامی غیرممکن می‌کند.
شاید غیر منطقی باشد اما بر اساس دکترین نابودی حتمی متقابل، بخش مهمی از تمرکز راهبرد هسته‌ای بر اساس چگونگی پیشگیری و منع استفاده از تسلیحات هسته‌ای بنا شده‌است.
در زمینه گسترش سلاح‌های هسته ای و حفظ توازن قدرت، دولت‌ها به دنبال جلوگیری از دستیابی سایر کشورها به سلاح‌های هسته ای به عنوان بخشی از استراتژی هسته ای هستند.

## ترکیب بازدارنده هسته‌ای
در دکترین نابودی حتمی متقابل (MAD) فرض بر این است که یک نیروی بازدارنده هسته ای باید قابل اعتماد و با دوام باشد. یعنی هر نیروی بازدارنده باید حمله اول را با توانایی کافی برای نابودی کشور دیگر در یک حمله ثانویه، تحمل کند؛ بنابراین، نخستین حمله برای کشور آغاز گر حمله حکم خودکشی را خواهد داشت.

در اواخر دهه ۱۹۴۰ و ۱۹۵۰ همزمان با توسعه جنگ سرد، ایالات متحده و اتحاد جماهیر شوروی روش‌ها و حامل‌های متنوعی را برای حمل سلاح‌های هسته‌ای دنبال کردند. ثابت شده که سه گونه حامل سلاح هسته‌ای موفقیت بیشتری دارند و به‌طور مجموع «سه‌گانه هسته‌ای» نامیده می‌شوند. این مجموعه شامل حامل‌های هوایی سلاح (بمب یا موشک)، زیردریایی‌های حامل موشک بالستیک (معمولاً دارای پیشران هسته ای بوده و به اسم SSBN شناخته می‌شوند)، و موشک‌های بالستیک قاره پیما (ICBM) که معمولاً در پایگاه‌های زمینی و در قالب سیلوهای موشکی یا بر روی کشنده‌های حامل پرتابگر مستقر هستند، می‌شود.
با وجود اینکه سلاح‌های هسته‌ای تاکتیکی به عنوان جزئی از نیروهای بازدارنده هسته‌ای محسوب نمی‌شوند، قدرت‌های هسته‌ای در طی جنگ سرد اقدام به استقرار تعداد زیادی از این گونه سلاح‌ها کردند. این گونه سلاح‌ها قابلیت حمل توسط تقریباً تمامی حامل‌های سلاح‌های متعارف بزرگ را دارند.
در دهه ۱۹۷۰ نگرانی فزاینده ای وجود داشت مبنی بر اینکه مجموعه نیروهای متعارف اتحاد جماهیر شوروی و پیمان ورشو توانایی غلبه کامل بر نیروهای ناتو را دارند. پاسخ به نیروهای مهاجم پیمان ورشو در خاک اروپا با سلاح‌های هسته‌ای راهبردی غیرقابل تصور به نظر می‌رسید، چرا که واکنش ویرانگر طرف مقابل را در پی داشت؛ بنابراین، فن آوری‌های لازم برای کاهش شدید آسیب‌های جانبی سلاح‌های هسته‌ای در ضمن حفظ تأثیرگذاری کافی آن‌ها در مقابل نیروهای نظامی متعارف در حال پیشروی، توسعه یافتند. برخی از این سلاح‌ها بمب‌های نوترونی با بازده کم بودند، که با وجود انفجار نسبتاً کوچک همراه با تشعشعات رادیو اکتیو و گرمای کمتر، برای خدمه تانک‌ها و خودروهای زرهی به خصوص در مراکز تجمع این وسایل کشنده بودند. فن آوری‌های دیگر به اصطلاح «دستگاه‌های تابش سرکوب شده» نامیده می‌شدند که عمدتاً انفجارهایی با پرتوافشانی کم تولید می‌کردند و عملاً آنها را بسیار شبیه به مواد منفجره معمولی، اما با انرژی بسیار بیشتری می‌کرد.

## کتابشناسی
- Brodie, Bernard. The Absolute Weapon. Freeport, N.Y. : Books for Libraries Press, 1946.
- Brodie, Bernard. Strategy in the Missile Age. Princeton: Princeton University Press, 1959.
- Dunn, Lewis A. Deterrence Today – Roles, Challenges, and Responses Paris: IFRI Proliferation Papers n° ۱۹, ۲۰۰۷.
- Kahn, Herman. On Thermonuclear War. 2nd ed. Princeton, N.J. : Princeton University Press, 1961.
- Kissinger, Henry A. Nuclear Weapons and Foreign Policy. New York: Harper, 1957.
- Schelling, Thomas C. Arms and Influence. New Haven: Yale University Press, 1966.
- Wohlstetter, Albert. "The Delicate Balance of Terror." Foreign Affairs 37, 211 (1958): 211–233.